# Rodershausen

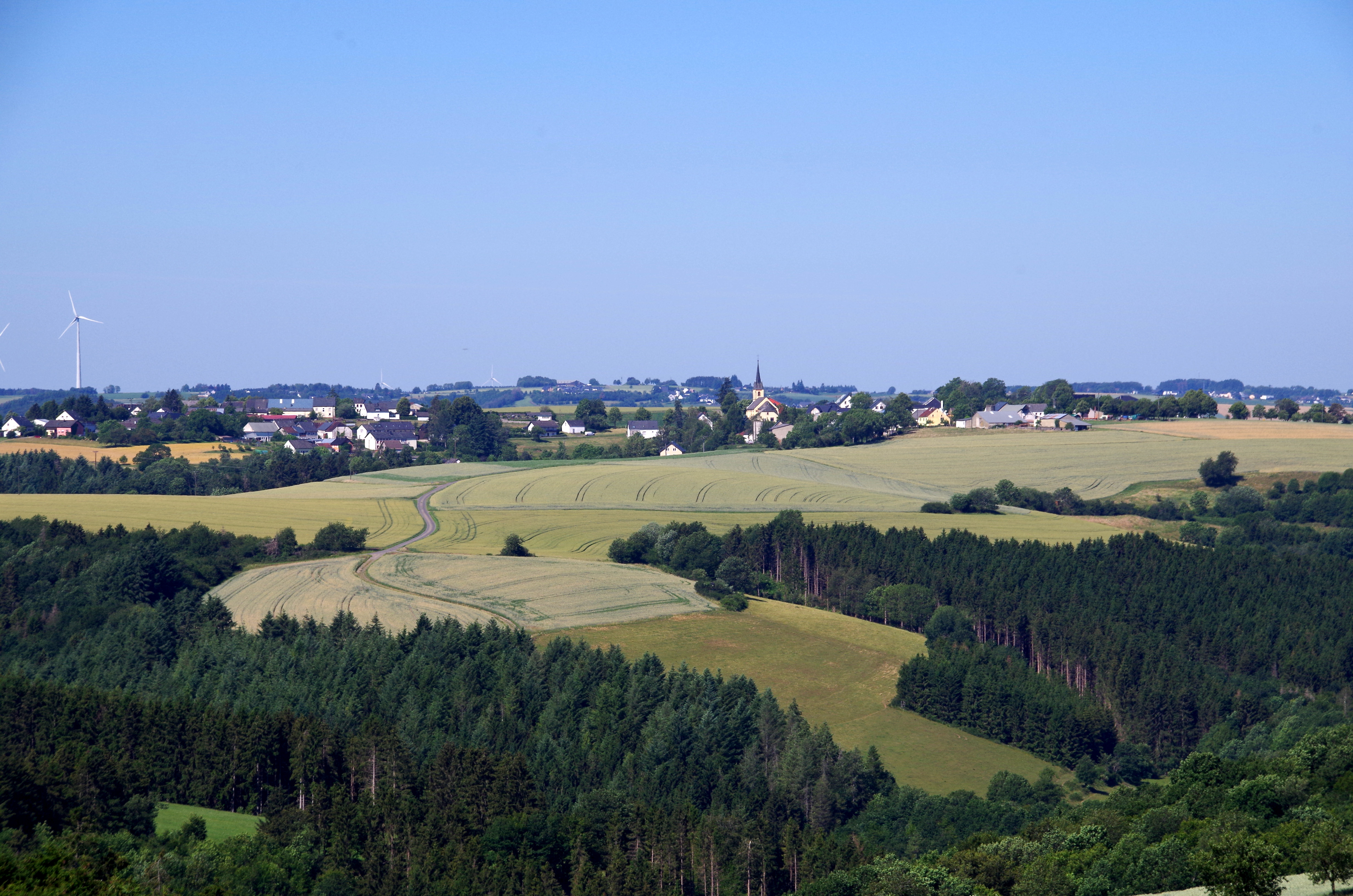
Rodershausen von Osten

Rodershausen ist eine Ortsgemeinde im Eifelkreis Bitburg-Prüm in Rheinland-Pfalz. Sie gehört der Verbandsgemeinde Südeifel an.

## Geographie
Rodershausen liegt im Naturpark Südeifel. Zur Gemeinde gehört auch ein Teil des Weilers Gaymühle sowie der Wohnplatz Grünhof.
Nachbarorte von Rodershausen sind die Ortsgemeinden Dauwelshausen und Scheitenkorb im Norden, Herbstmühle im Nordosten, Koxhausen und Berscheid im Osten, Bauler im Süden, Keppeshausen im Südwesten sowie Gemünd im Westen.

## Geschichte
Eine Kapelle zu Ruterszhusen wurde in einem Visitationsbericht des Jahres 1570 aufgeführt.
Bis Ende des 18. Jahrhunderts gehörte der Ort zur Grafschaft Vianden im Herzogtum Luxemburg und war der Meierei Karlshausen unterstellt. Infolge der französischen Revolutionskriege wurden die Österreichischen Niederlande, zu denen Luxemburg damals gehörte, 1795 dem französischen Staat angegliedert. Rodershausen war der Mairie Karlshausen im Kanton Neuerburg des Arrondissements Bitburg im Departement der Wälder zugeordnet.
Aufgrund der Beschlüsse auf dem Wiener Kongress kam das vormals luxemburgische Gebiet östlich der Sauer und der Our 1815 zum Königreich Preußen. Rodershausen gehörte zur Bürgermeisterei Karlshausen im 1816 neu errichteten Kreis Bitburg des Regierungsbezirks Trier, der von 1822 an Teil der preußischen Rheinprovinz war. Die Bürgermeisterei Karlshausen bestand bis 1861 und ging dann in die Bürgermeisterei Neuerburg-Land auf.
Nach dem Ersten Weltkrieg gehörte das Gebiet zum französischen Teil der Alliierten Rheinlandbesetzung. Nach dem Zweiten Weltkrieg wurde Rodershausen innerhalb der französischen Besatzungszone Teil des damals neu gebildeten Landes Rheinland-Pfalz.
Bevölkerungsentwicklung
Die Entwicklung der Einwohnerzahl von Rodershausen; die Werte von 1871 bis 1987 beruhen auf Volkszählungen:
| Jahr | Einwohner |
| ---- | --------- |
| 1815 | 90        |
| 1835 | 245       |
| 1871 | 295       |
| 1905 | 291       |
| 1939 | 281       |
| 1950 | 282       |
| 1961 | 250       |

| Jahr | Einwohner |
| ---- | --------- |
| 1970 | 276       |
| 1987 | 200       |
| 1997 | 214       |
| 2005 | 191       |
| 2011 | 167       |
| 2017 | 165       |
| 2023 | 148       |

## Politik

### Gemeinderat
Der Gemeinderat in Rodershausen besteht aus sechs Ratsmitgliedern, die bei der Kommunalwahl am 9. Juni 2024 in einer Mehrheitswahl gewählt wurden, und dem ehrenamtlichen Ortsbürgermeister als Vorsitzendem.

### Bürgermeister
Kevin Kalbusch wurde am 29. Juli 2024 Ortsbürgermeister von Rodershausen. Da für die Direktwahl am 9. Juni 2024 kein gültiger Wahlvorschlag eingereicht wurde, oblag die Neuwahl des Bürgermeisters gemäß rheinland-pfälzischer Gemeindeordnung dem Rat, der sich auf seiner konstituierenden Sitzung für Kevin Kalbusch entschied.
Kalbuschs Vorgänger waren Matthias Lorig, Martin Juchmes (ab 2007) und Günter Schares (bis 2007).

### Wappen
| Wappen von Rodershausen | Blasonierung: „In Silber eine schwarze Reisetasche mit Tragband schräggekreuzt mit schwarzem Wanderstab, belegt mit schwarzem Hut, der eine goldene Muschel zeigt, beidseits begleitet von roter Doppelflan.“ |
| Wappen von Rodershausen | Wappenbegründung: Rodershausen gehörte zur Zeit des alten Reiches zur Grafschaft Vianden. Die Farben Rot und Silber weisen auf diese Zugehörigkeit hin. Patron der Pfarrei Rodershausen ist der heilige Apostel Jakobus der Ältere, dessen Symbole sind Reisetasche, Hut mit breiter Krempe und Goldmuschel sowie Wanderstab. |

## Kultur und Sehenswürdigkeiten

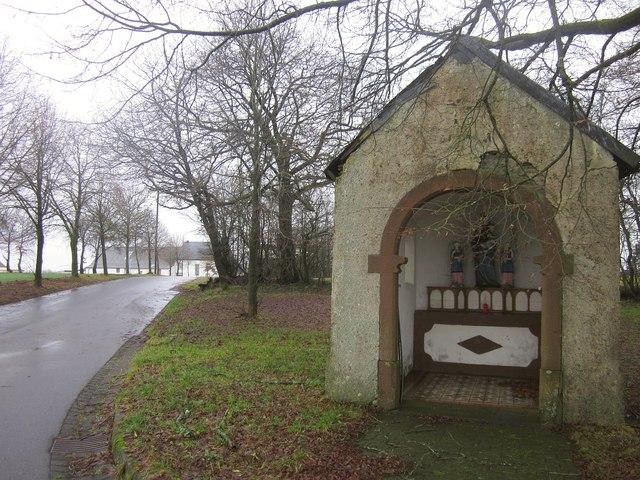
Wegekapelle

### Bauwerke

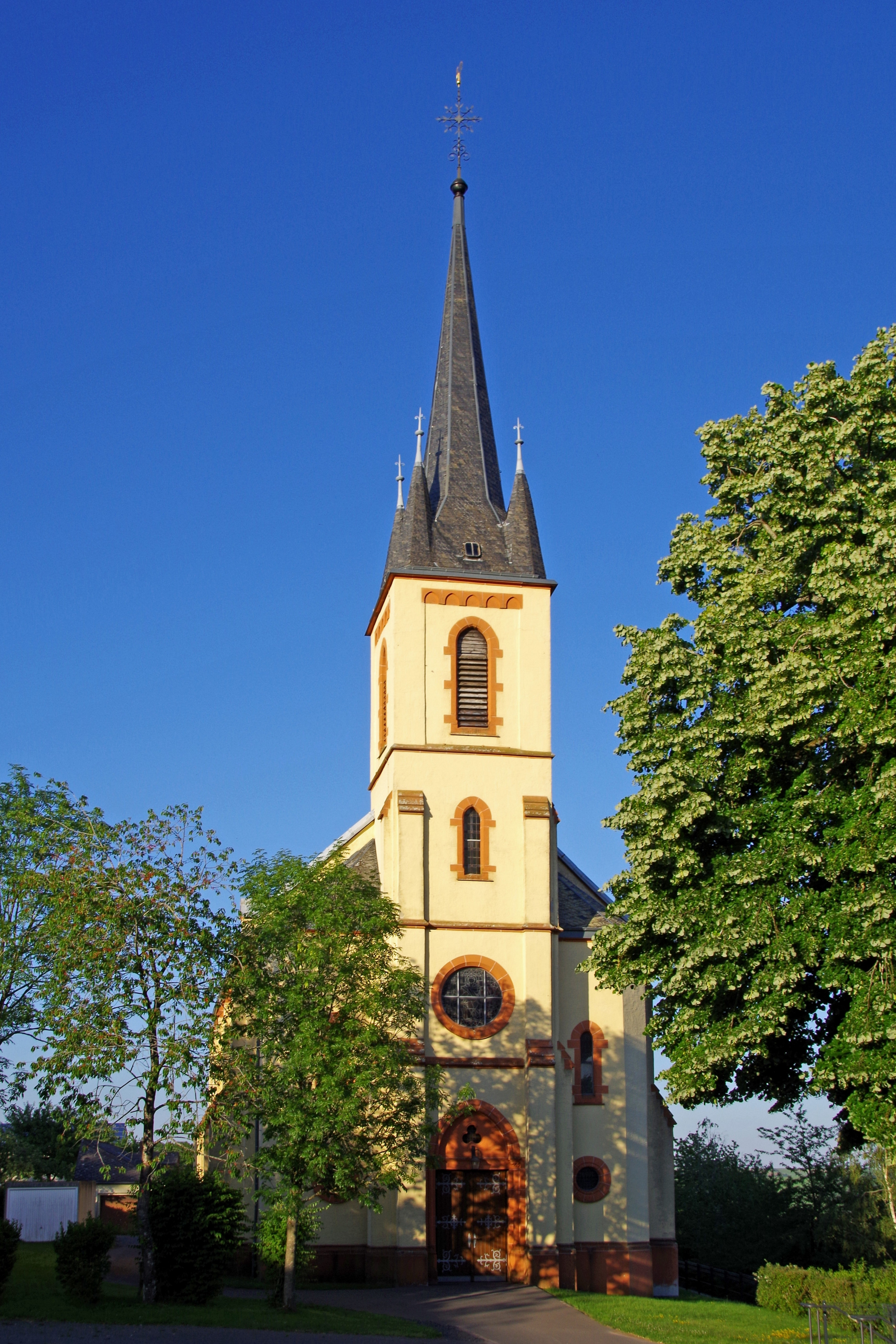
Die Kirche St. Jakobus Major wurde im Jahre 1896 an der Stelle des Vorgängerbaus im neugotischen Stil mit vorgestelltem Westturm und dreiseitigem Chor erbaut und 1975 renoviert. Sie ist seit 2006 mit einer Keates-Orgel von 1920 ausgestattet.  - St. Jakobus (1896)
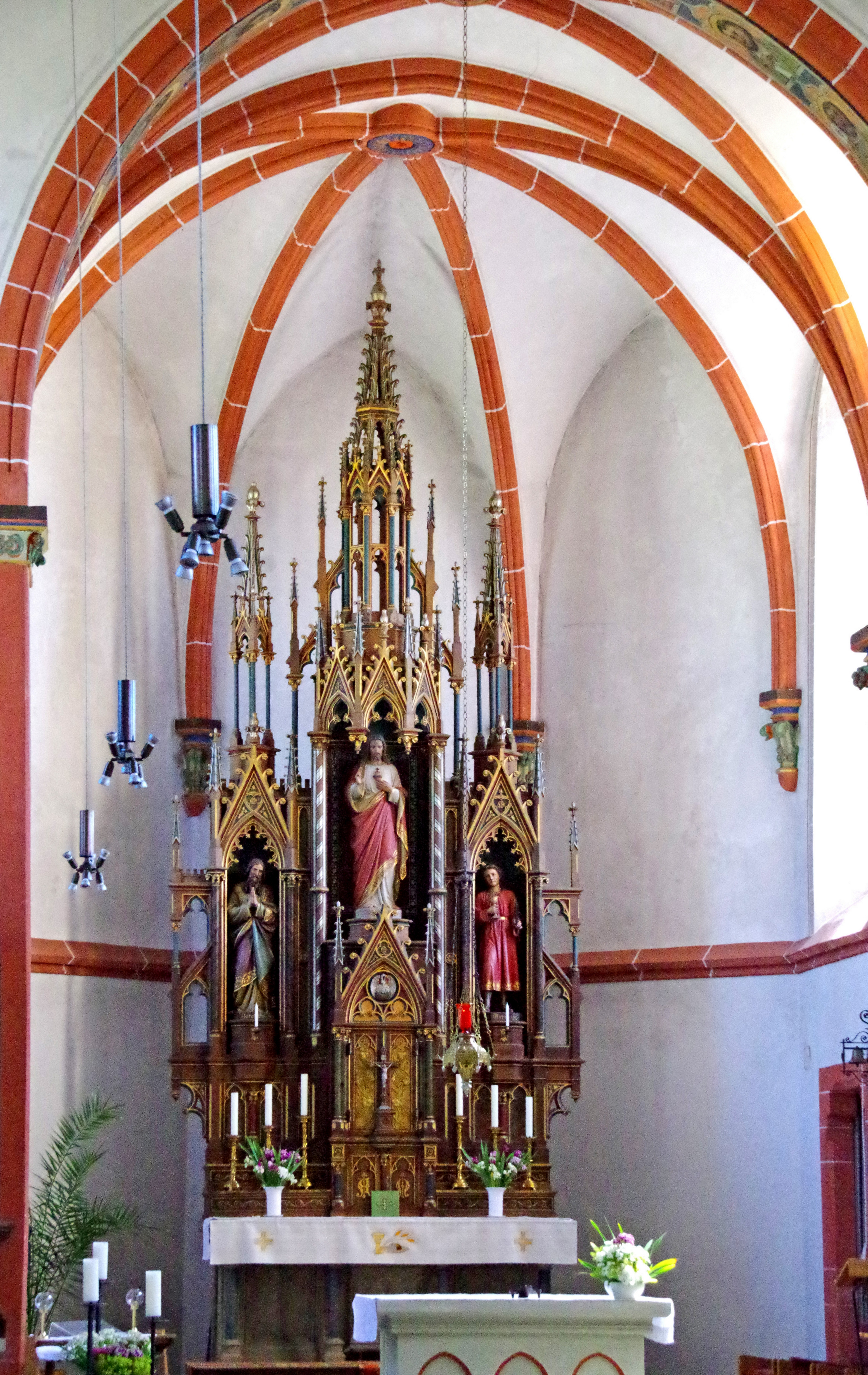
Hochaltar
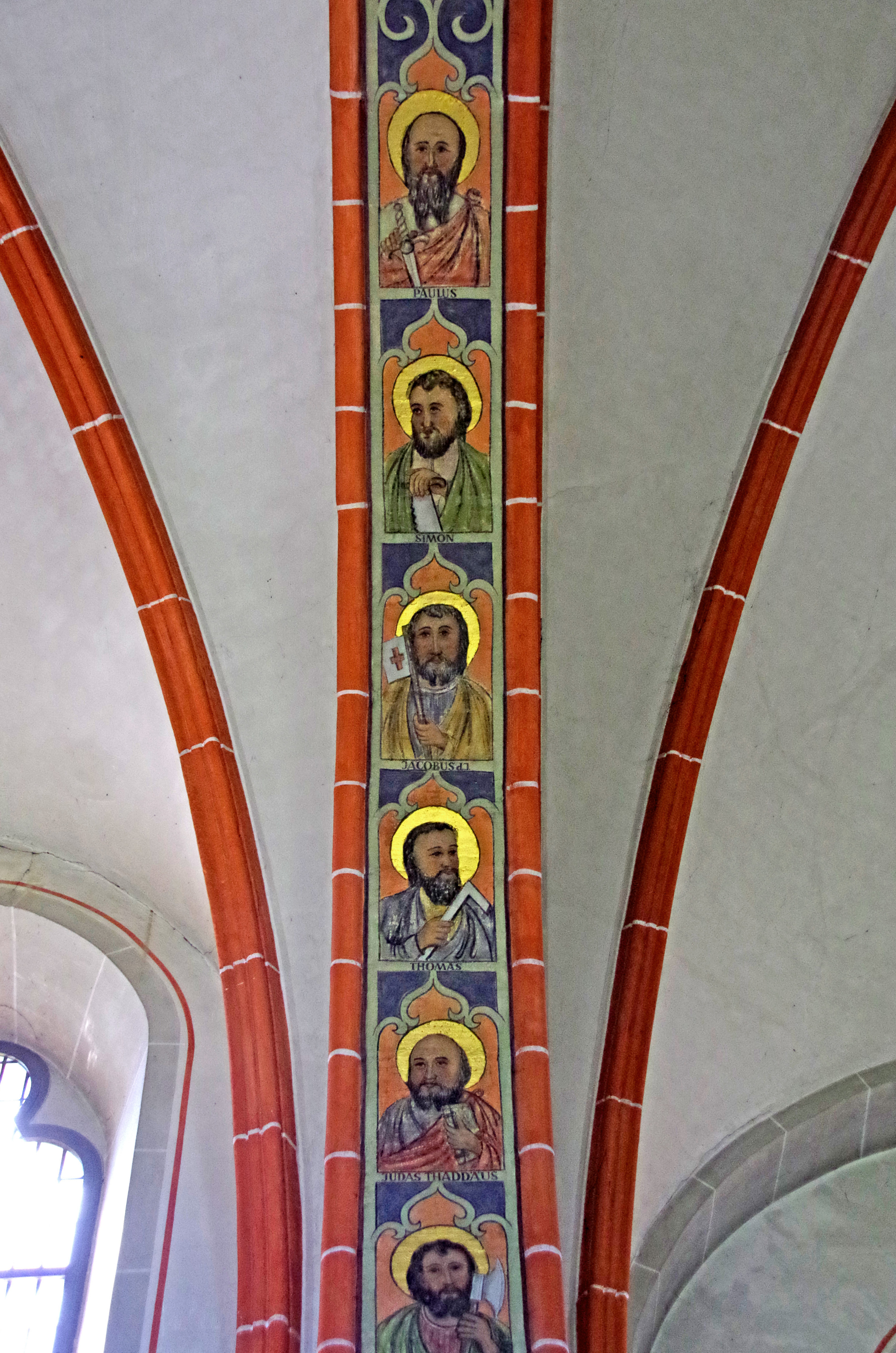
Gurtbogen
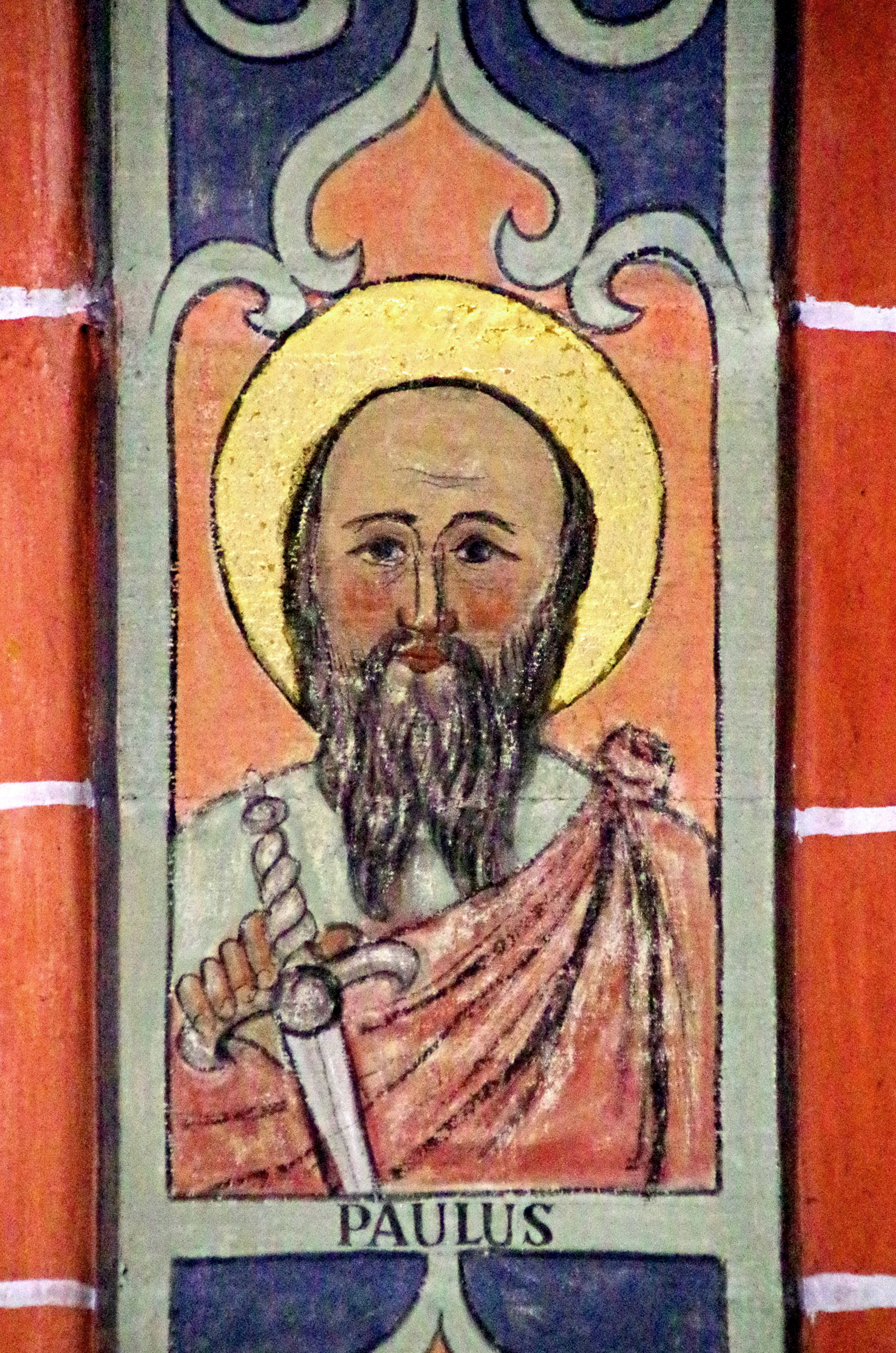
St. Jakobus d. Ä.
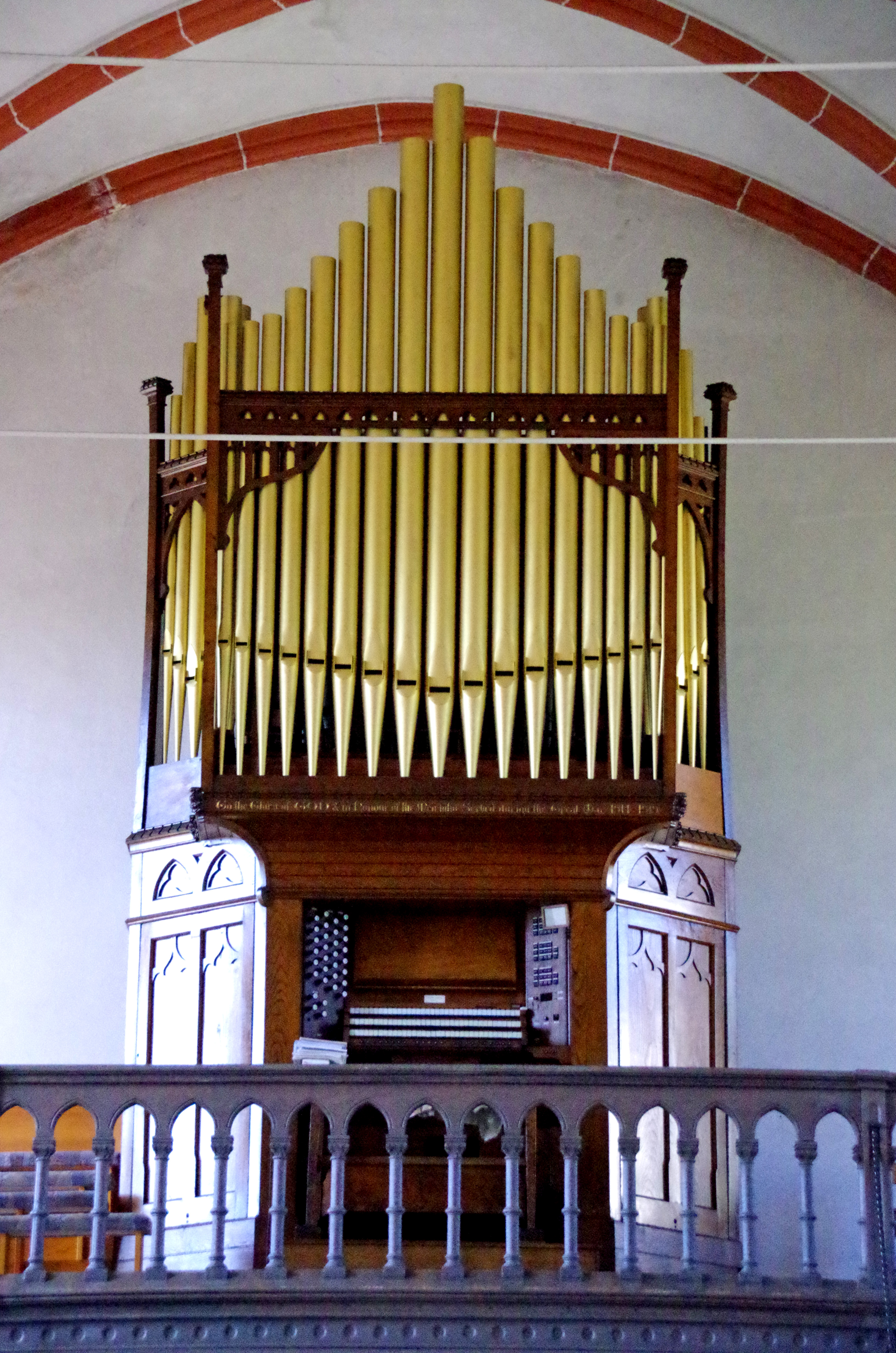
Keates-Orgel (1920)
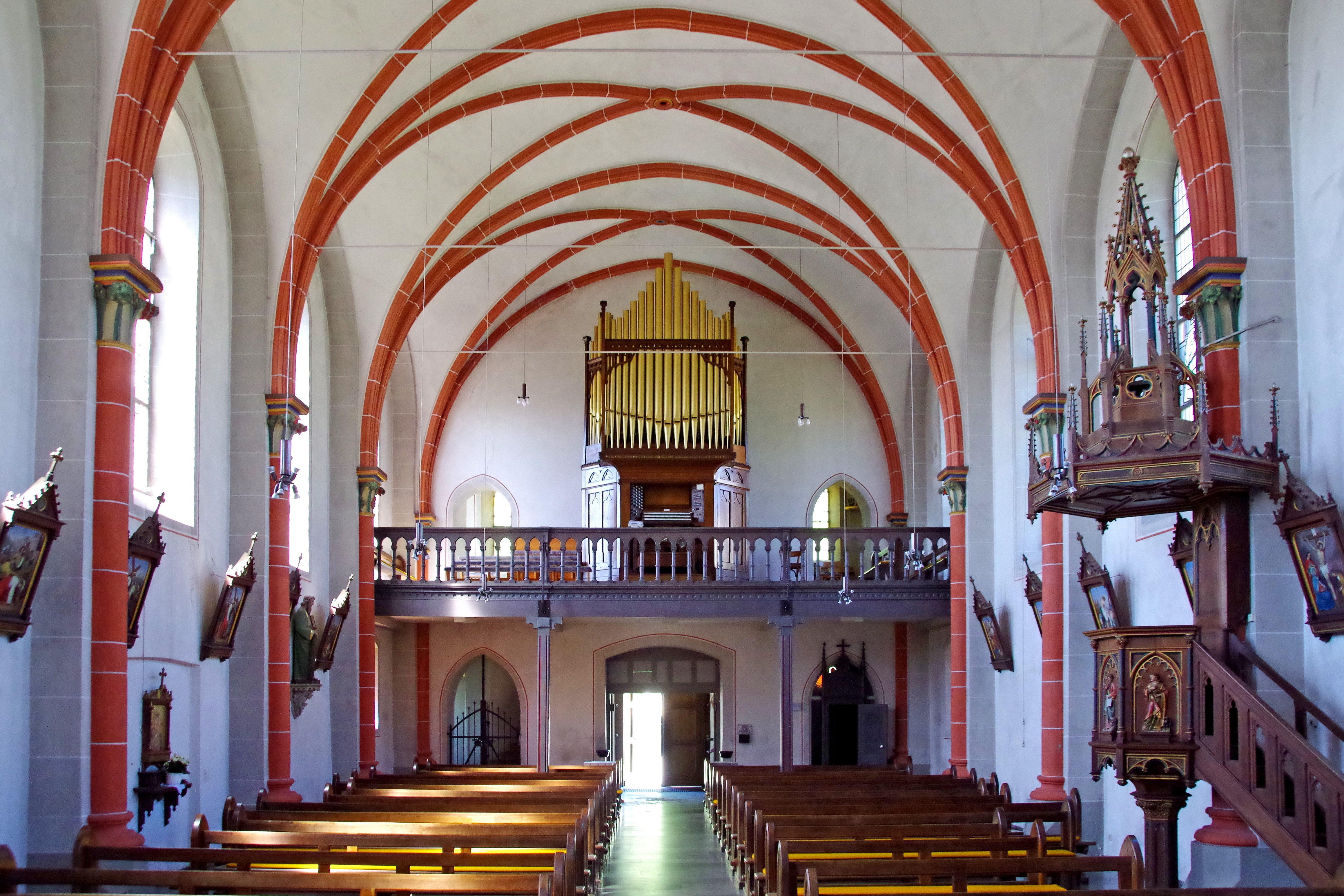
Innenraum, Orgelempore
  - Hochaltar
  - Gurtbogen
  - St. Jakobus d. Ä.
  - Keates-Orgel (1920)
  - Innenraum, Orgelempore
- Wegekapelle von 1910

Siehe auch: Liste der Kulturdenkmäler in Rodershausen

### Grünflächen und Naherholung
- Wanderstrecken in und um Rodershausen[11][12]

### Regelmäßige Veranstaltungen
- Jährliches Kirmes- bzw. Kirchweihfest wird am letzten Maiwochenende gefeiert.
- Hüttenbrennen am ersten Wochenende nach Aschermittwoch (sogenannter Scheef-Sonntag).[13][14]

## Verkehr
Rodershausen liegt an der Landesstraße 1 (L 1), von der im Ort die Kreisstraße 50 (K 50) abzweigt.